# Rhabdomastix (Rhabdomastix) manipurensis
Rhabdomastix (Rhabdomastix) manipurensis is een tweevleugelige uit de familie steltmuggen (Limoniidae). De soort komt voor in het Oriëntaals gebied.